# Ipomoea platanifolia
Ipomoea platanifolia là một loài thực vật có hoa trong họ Bìm bìm. Loài này được (Vahl) Roem. & Schult. mô tả khoa học đầu tiên năm 1819.